# Nógrádszakál
Nógrádszakál ist eine ungarische Gemeinde im Kreis Szécsény im Komitat Nógrád. Zur Gemeinde gehören die Ortsteile Ráróspuszta und Nyergespuszta.

## Geografische Lage
Nógrádszakál liegt 22 Kilometer nordwestlich des Komitatssitzes Salgótarján und 11 Kilometer nördlich  der Kreisstadt Szécsény am rechten Ufer des Flusses Ipoly, der die Grenze zur Slowakei bildet. Nachbargemeinden sind Litke, Szécsényfelfalu und Ludányhalászi. Jenseits der Grenze befindet sich im Norden die slowakische Gemeinde Muľa und im Westen die slowakische Gemeinde Bušince.

## Geschichte
Im Jahr 1907 gab es in der damaligen Kleingemeinde 150 Häuser und 1031 Einwohner auf einer Fläche von 3137  Katastraljochen.

## Sehenswürdigkeiten
- 1956er-Denkmal
- Kalvarienberg mit Kapelle
- Kruzifixe
- Römisch-katholische Kirche Szent Kereszt felmagasztalása, erbaut 1894
- Nepomuki-Szent-János-Statue, wahrscheinlich aus dem 18. Jahrhundert
- Naturschutzgebiet (Páris-patak völgye)
- Szent-István-Denkmal und Reliefgedenktafel

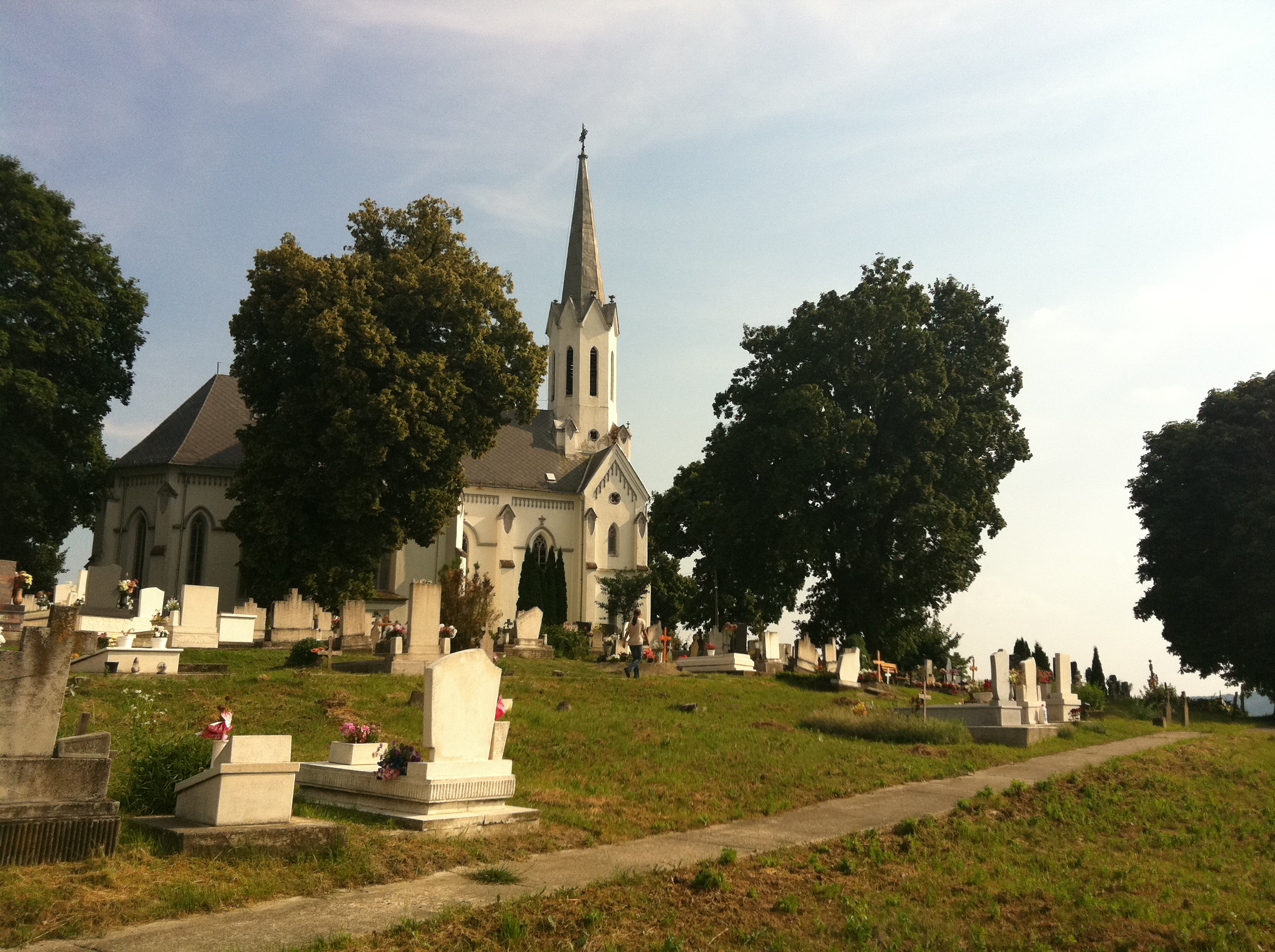
Blick auf die Kirche Szent Kereszt felmagasztalása
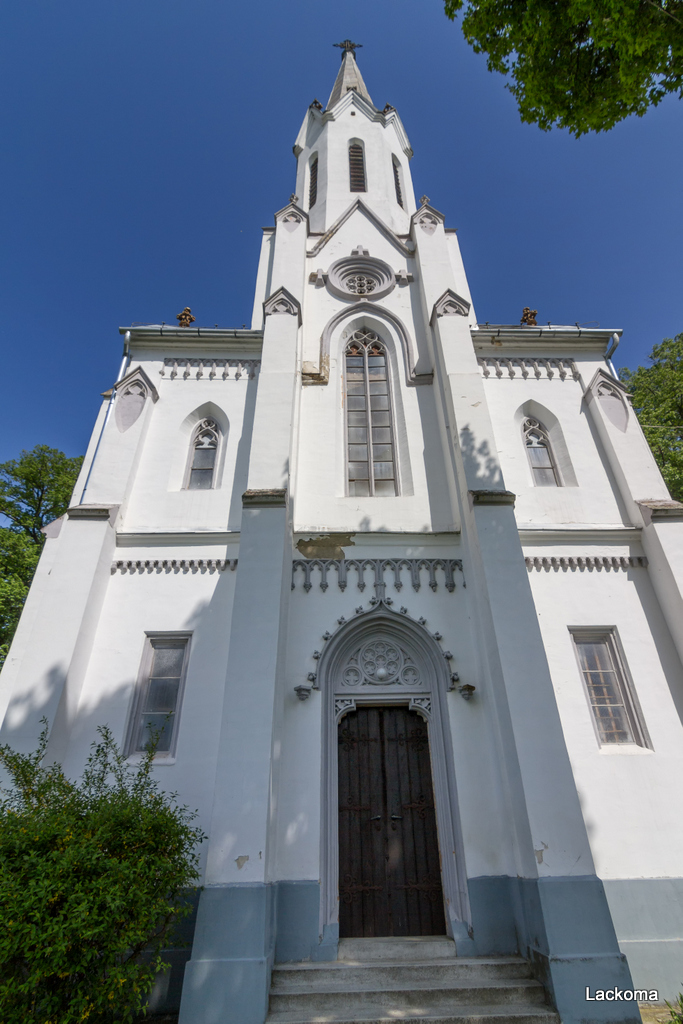
Eingang der Kirche
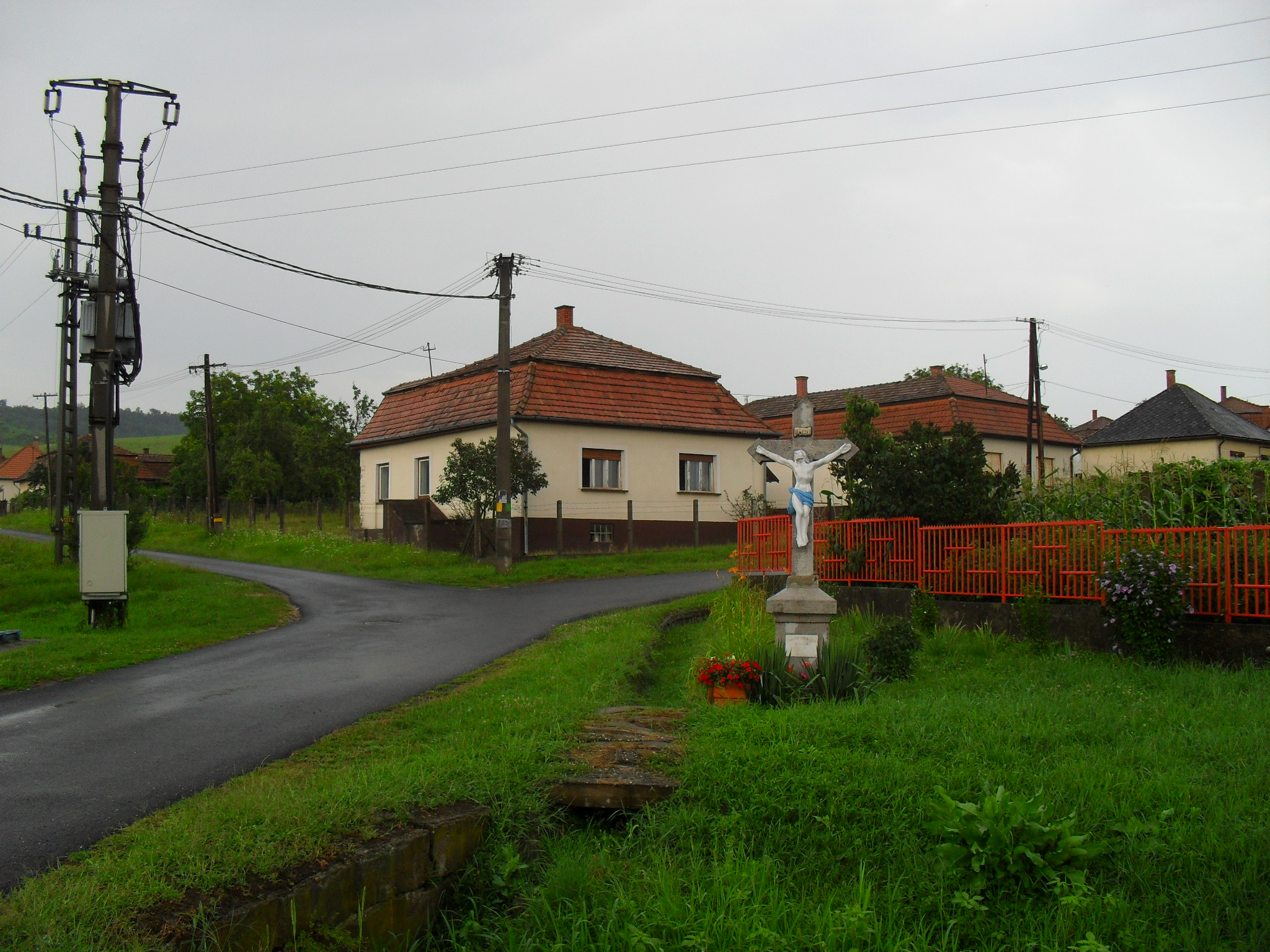
Kruzifix an der Straße
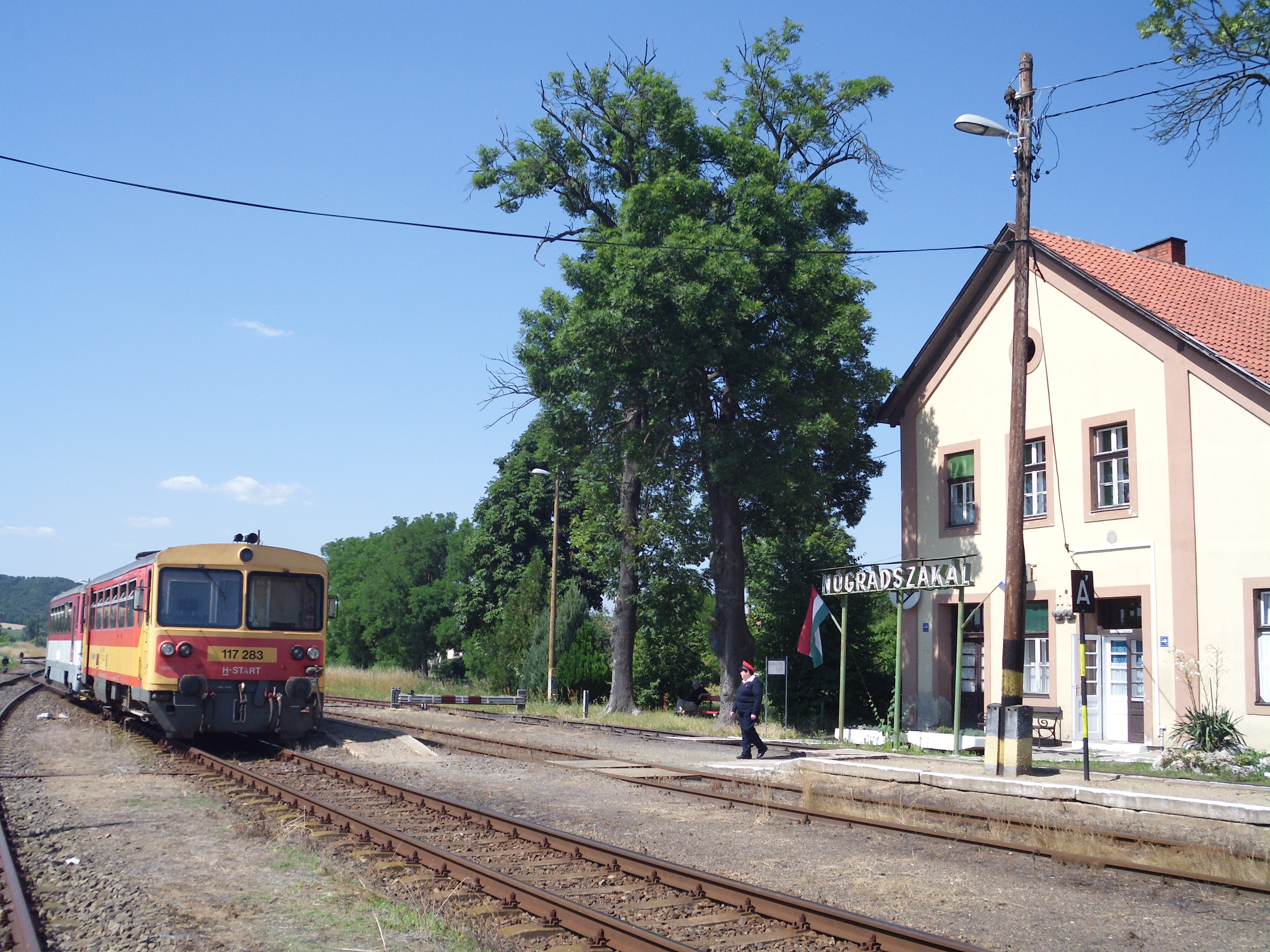
Bahnhof Nógrádszakál
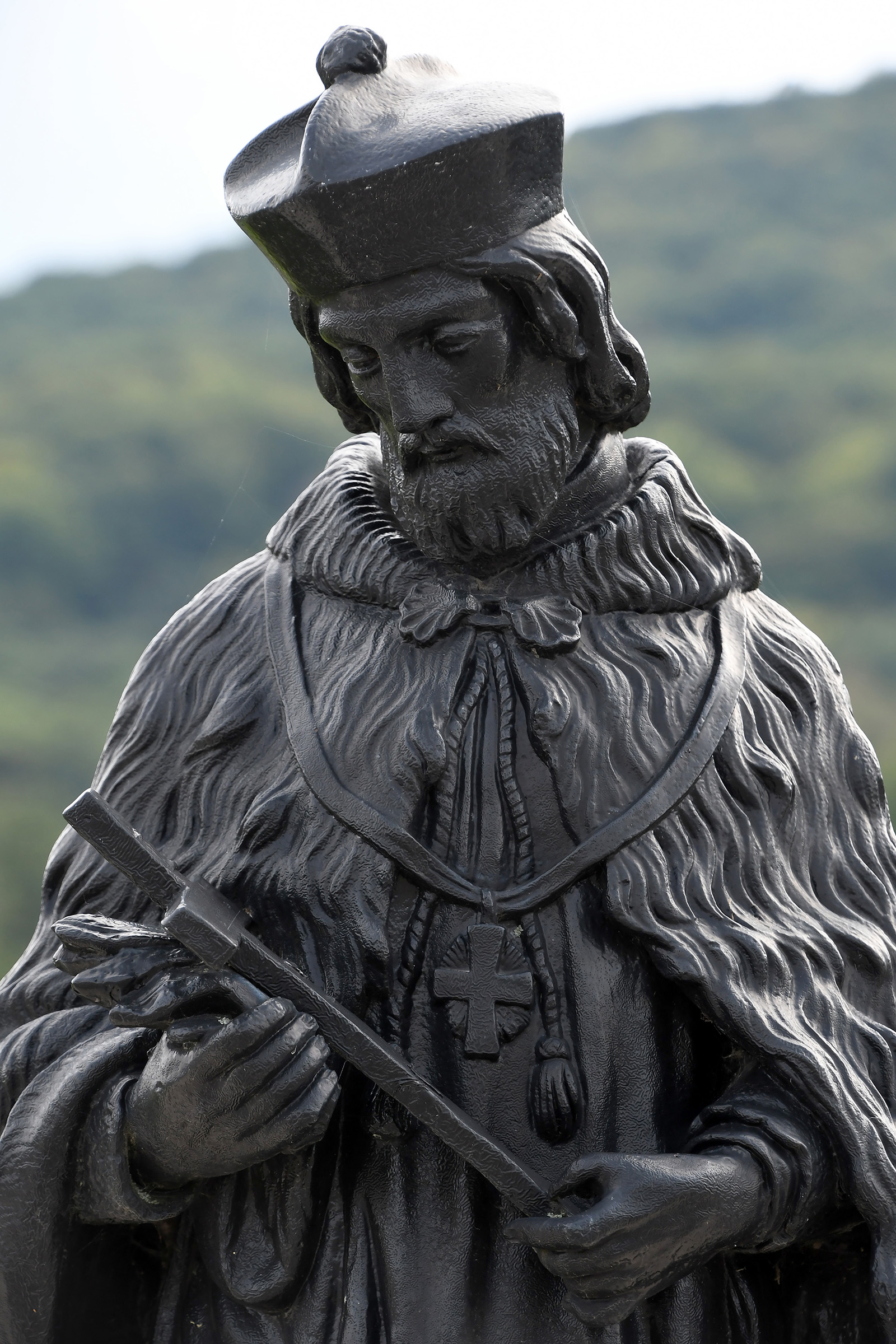
Nepomuki-Szent-János-Statue
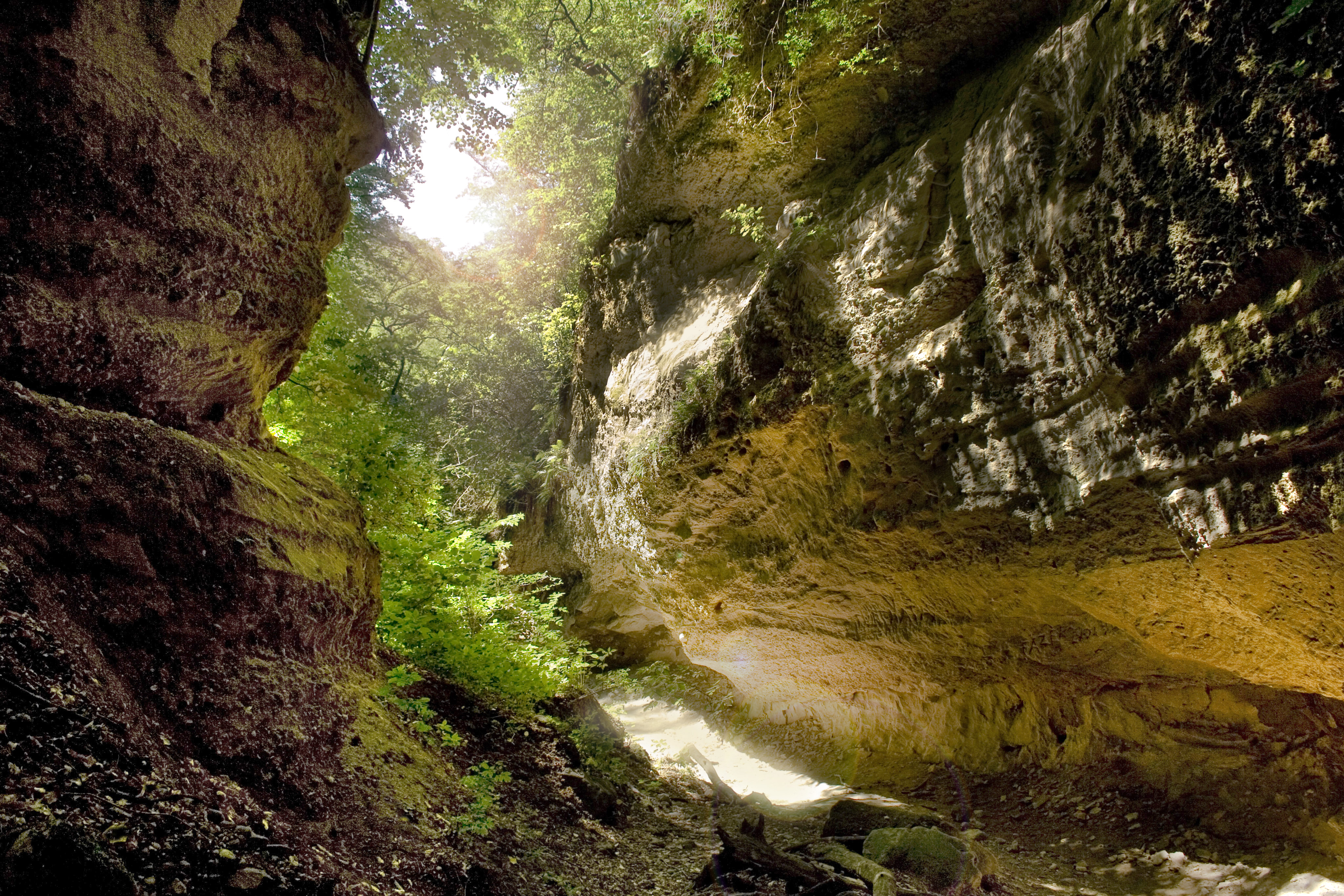
Flusstal im Naturschutzgebiet (Páris-patak völgye)

## Verkehr
Durch Nógrádszakál verläuft die Landstraße Nr. 2205, von der im Ortsteil Ráróspuszta die Nebenstraße Nr. 22103 zum Grenzübergang in die Slowakei abzweigt. Von den Bahnhöfen in Nógrádszakál und Ráróspuszta bestehen Zugverbindungen nach Balassagyarmat und Ipolytarnóc. Weiterhin gibt es Busverbindungen nach Litke sowie über Ludányhalászi nach Szécsény.